# Iglesia de San Cristóbal (Picasent)
La iglesia parroquial de San Cristóbal, en honor al santo titular, se sitúa en Picasent, en la provincia de Valencia, cerca de la casa consistorial, el Ayuntamiento del municipio y la plaza del mismo.

## Descripción
Es uno de los principales monumentos de Picasent y está considerado como Bien de Relevancia Local. Es una iglesia de planta basilical en principio de estilo Renacentista pero en la que encontramos diversos añadidos barrocos y neoclásicos.

## Historia
La iglesia parroquial de San Cristóbal se erigió en 1712, sobre una parroquia anterior construida en 1612 de la cual solo queda su puerta principal; la actual puerta lateral de la iglesia. Debido al incendio en el archivo de Picasent durante la Guerra Civil se desconoce la disposición de la iglesia primigenia con total exactitud pero, por los pocos restos que quedan, se puede suponer que era una pequeña iglesia de pueblo de estilo renacentista que cubría las necesidades religiosas básicas de la población.
Dentro de la actual iglesia podemos observar la disposición típica de una iglesia de planta basilical, una única nave central franqueada por diversas capillas decoradas. En cuanto a la decoración encontramos representados devociones comunes como los apóstoles, la Virgen María y, por supuesto, San Cristóbal. Además de esto, en las paredes y pilares podemos encontrar esgrafiados de carácter arabesco en los que predomina la hoja de palma, símbolo predilecto del santo titular de la iglesia.

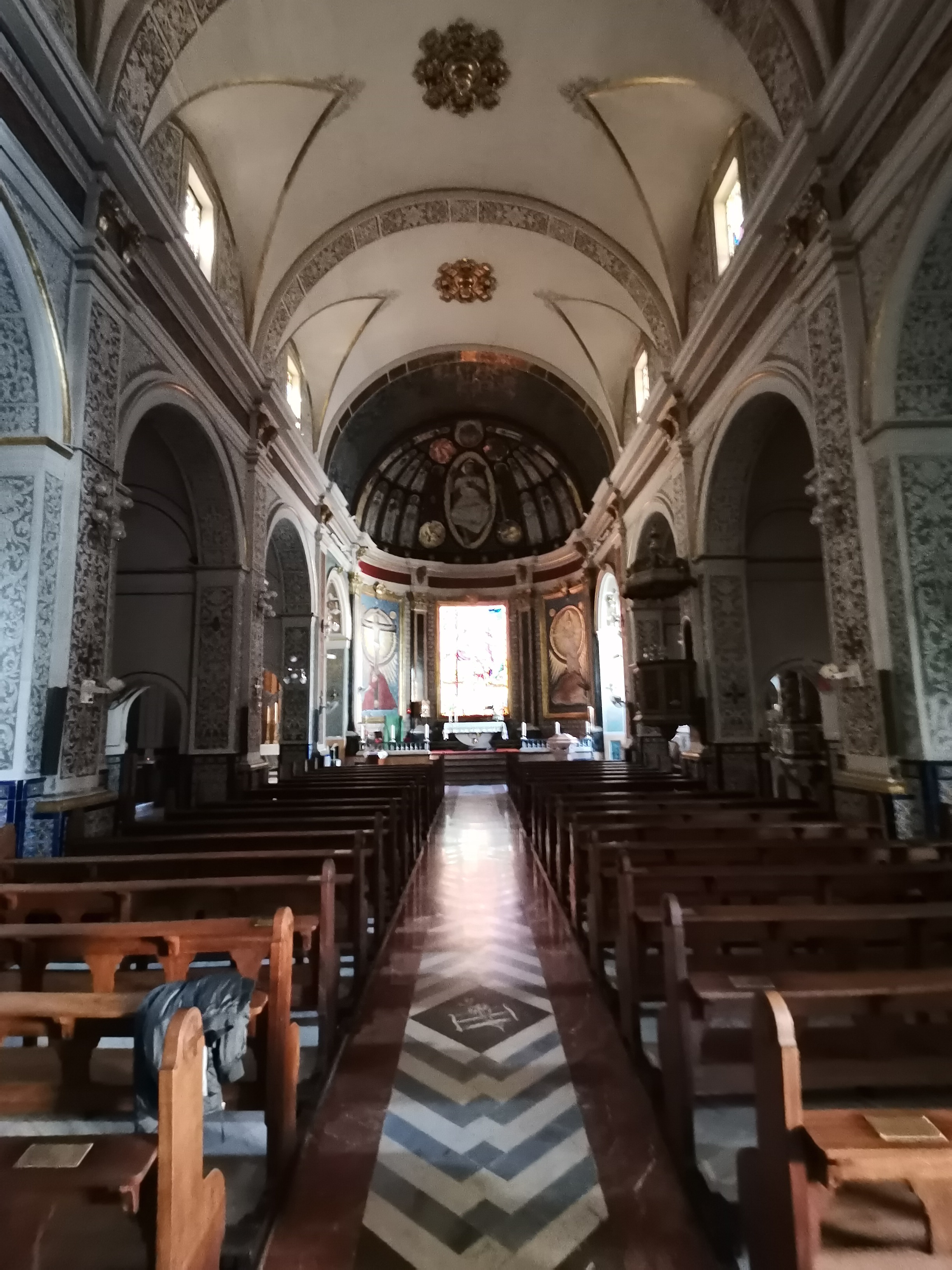
Nave central del templo

Durante estos últimos años el edificio ha recibido varias intervenciones y reformas que han ido tapando las decoraciones antiguas e incluso cambiando la disposición de algunas zonas de la iglesia.
- Presbiterio: es una de las modificaciones más vistosas se amplió y desplazó hacia el noroeste del edificio; comiéndose el tras-sagrario, y se transformó en un ábside; en lugar de una pared recta.
- Sacristía: fue trasladada a un edificio adosado a la iglesia y en su lugar se construyó la Capilla de la Virgen del Rosario.
- Baptisterio: antiguamente se encontraba en la entrada principal de la iglesia pero debido al Concilio de Trento este se reubicó cerca del altar.
- Capilla de la Comunión: también debido al Concilio de Trento se demandó la construcción de esta capilla de estilo Neoclásico y de planta cuadrada. Aquí podemos encontrar representadas a cuatro heroínas del Antiguo Testamento. Además de esto, la capilla conecta con un patio interior.

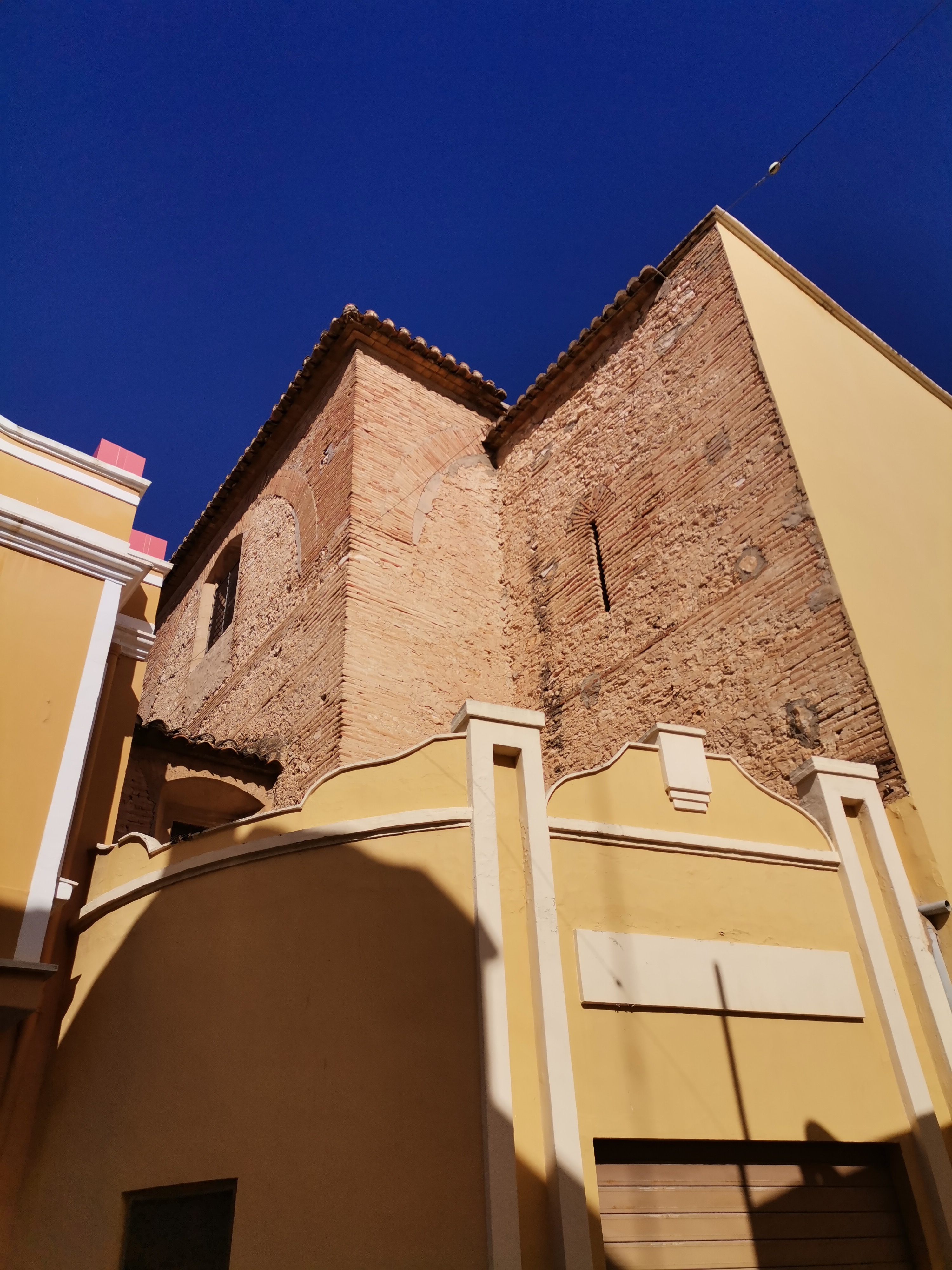
Campanario frontal sin terminar de construir

En cuanto a la cúpula, se realizó aparte y está recubierta de metal para evitar problemas de humedad.
Las imágenes escultóricas presentes en el edificio son obra del artista barroco Enrique Galarza, quien vivió en Picasent durante la Guerra Civil.
En 2013 se descubrió una cripta funeraria que hundía el suelo del templo. En esta cripta se encontraron restos humanos y de un templo gótico anterior.

## Campanarios

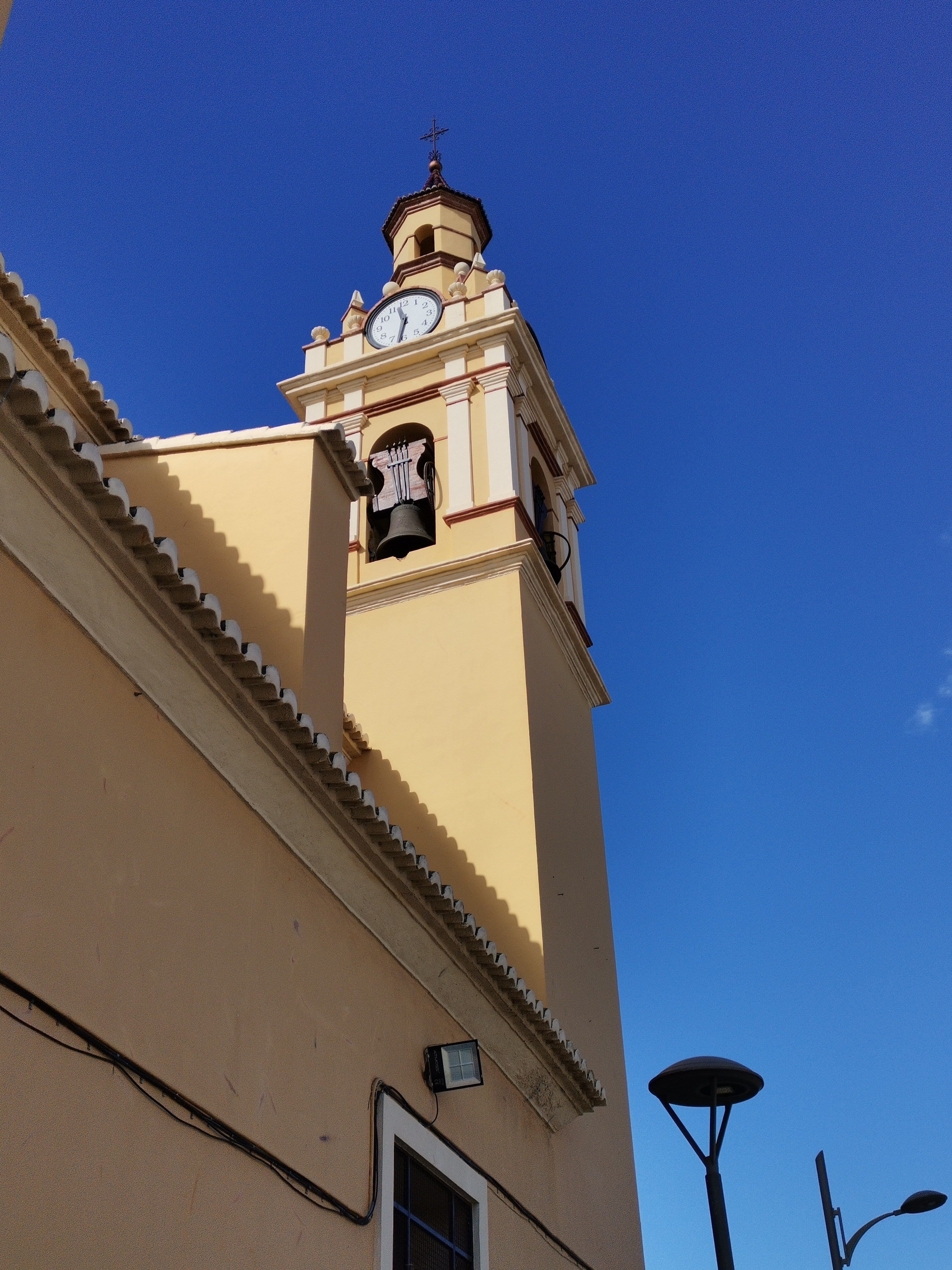
Campanario posterior

Actualmente la iglesia solo cuenta con un campanario ubicado en la parte posterior del templo sin embargo, estaba previsto la construcción de otro campanario en la parte frontal del edificio, más grande que el actual; al cual sustituiría, pero la construcción del mismo nunca llegó a terminarse debido a problemas económicos.
El actual campanario data del siglo XIX, tiene una planta cuadrada y está dividido en tres cuerpos o niveles. El primero se integra en la volumetría del edificio y sirve de entrada a la torre. El segundo nivel da acceso a una sala con la antigua maquinaria del reloj y a una vista de la cúpula. Finalmente, en la tercera planta encontramos las cuatro campanas dispuestas en cuadrado en una atalaya que permite la vista del pueblo.
Todos estos cuerpos están conectados mediante una escalera interior “a la castellana”.
En la sala de campanas podemos encontrar un grafiti en el que se lee “PELAYO” el cual no parece tener ningún interés, al menos de momento.